# Junior-VM i håndbold 2009 (mænd)
Juniorverdensmesterskabet i håndbold for mænd 2009 var det 17. junior-VM i håndbold for mænd, og slutrunden med deltagelse af 24 hold afvikledes i Egypten i perioden 5. – 19. august 2009. Kampene blev spillet i byerne Suez, Port Said og Kairo.
Spillere født i 1988 eller senere kunne deltage i mesterskabet.
Turneringen blev vundet af Tyskland, som dermed skiftede sølvmedaljerne fra junior-VM 2007 ud med guldmedaljer. Det var Tysklands første junior-VM-titel, idet holdets bedste resultat indtil da var sølv i 1983 og 2007. I finalen besejrede tyskerne europamestrene fra Danmark med 32-24 og fik dermed revanche for nederlaget i EM-finalen et år tidligere. Bronzemedaljerne gik til Slovenien, som tidligere også var blevet nr. 3 i 2003, og som i bronzekampen vandt 35-24 over værtslandet Egypten.
Det grønlandske landshold havde for første gang kvalificeret sig til et junior-VM, og holdet sluttede på 18.-pladsen efter to sejre (over Libyen og Algeriet) og fem nederlag.
Stævnet blev en publikumsmæssig succes med i alt 125.219 tilskuere, hvilket var det højeste antal ved et junior-VM indtil da. Hovedparten af interessen samlede sig dog om værtslandets 10 kampe, som i alt blev overværet af 78.000 tilskuere.

## Hold

### Kvalifikation
Asiens tre deltagere blev fundet ved det asiatiske juniormesterskab, som blev afviklet i Amman, Jordan den 25. juli – 5. august 2008. De tre bedst placerede hold ved mesterskabet, Kuwait, Iran og Qatar, kvalificerede sig til VM-slutrunden.
Fra Europa kvalificerede de tre bedste hold fra U20-EM 2008 (Danmark, Tyskland og Frankrig) sig direkte til slutrunden. Derudover skulle der findes yderligere ni europæiske hold, og EHF afviklede sin kvalifikationsturnering den 10. – 12. april 2009. De ni hold der kvalificerede sig til slutrunden blev Holland, Island, Sverige, Portugal, Spanien, Slovenien, Estland, Tjekkiet og Hviderusland.
I Panamerika talte juniorpanamerikamesterskabet, som blev afholdt i Argentina den 14. – 18. april 2009 som kvalifikationsstævne. Seks nationer deltog, og de tre bedst placerede hold, Argentina, Brasilien og Grønland, kvalificerede sig til slutrunden i Egypten.
Fra Afrika var værtslandet Egypten automatisk kvalificeret til slutrunden, og derudover gik Algeriet, Libyen og Marokko videre fra kvalifikationen.
Endelig var Oceanien blevet tildelt én plads ved VM-slutrunden, men kontinentet valgte ikke at tilmelde noget hold, og den ledige plads gik i stedet til Norge, der var førstereserve i Europa.

### Lodtrækning
Lodtrækningen til gruppeinddelingen i den indledende runde blev foretaget den 9. maj 2009 i Kairo. De 24 hold blev inddelt i fire grupper med hver seks hold. Oprindeligt havde IHF oplyst, at de 24 hold ville blive inddelt i fire seedningslag med seks hold i hver, men senere meddelte forbundet at holdene i stedet ville blive seedet i seks lag med fire hold i hver. Samtidig offentliggjorde IHF proceduren for lodtrækningen, hvori placeringen af holdene i de tre nederste seedningslag imidlertid var anderledes, og det var derfor uklart, hvordan disse seedningslag reelt var inddelt. Efter at lodtrækningen var blevet foretaget, viste det sig, at det var seedningen i lodtrækningsproceduren, som var blevet anvendt.
| Seedningslag 1 |
| -------------- |
| Danmark        |
| Tyskland       |
| Frankrig       |
| Sverige        |

| Seedningslag 2 |
| -------------- |
| Spanien        |
| Egypten        |
| Estland        |
| Portugal       |

| Seedningslag 3 |
| -------------- |
| Tjekkiet       |
| Slovenien      |
| Kuwait         |
| Iran           |

| Seedningslag 4 |
| -------------- |
| Argentina      |
| Holland        |
| Tunesien       |
| Algeriet       |

| Seedningslag 5 |
| -------------- |
| Hviderusland   |
| Libyen         |
| Qatar          |
| Brasilien      |

| Seedningslag 6 |
| -------------- |
| Island         |
| Marokko        |
| Norge          |
| Grønland       |

Lodtrækningen resulterede i følgende gruppesammensætning:
| Gruppe A  |
| --------- |
| Tyskland  |
| Egypten   |
| Kuwait    |
| Argentina |
| Qatar     |
| Island    |

| Gruppe B  |
| --------- |
| Frankrig  |
| Spanien   |
| Iran      |
| Tunesien  |
| Brasilien |
| Norge     |

| Gruppe C  |
| --------- |
| Sverige   |
| Estland   |
| Slovenien |
| Holland   |
| Libyen    |
| Grønland  |

| Gruppe D     |
| ------------ |
| Danmark      |
| Portugal     |
| Tjekkiet     |
| Algeriet     |
| Hviderusland |
| Marokko      |

## Slutrunde
De 24 hold var inddelt i fire grupper med seks hold i hver. I hver gruppe spillede de seks hold en enkeltturnering alle-mod-alle, og de tre bedste hold fra hver gruppe gik videre til hovedrunden om placeringerne 1-12. Holdene, der sluttede som nr. 4-6 i hver gruppe, spillede videre i placeringsrunden om 13.- til 24.-pladsen.
IHF offentliggjorde programmet for slutrunden den 15. juli 2009. Kampene i gruppe A og D blev spillet i Kairo, mens kampene i gruppe B og C spilledes i henholdsvis Suez og Port Said.

### Indledende runde

#### Gruppe A
| Dato  | Kamp                 | Res.  |
| ----- | -------------------- | ----- |
| 5.8.  | Egypten - Island     | 25-19 |
| 6.8.  | Tyskland - Argentina | 24-25 |
| 6.8.  | Kuwait - Qatar       | 31-34 |
| 7.8.  | Qatar - Tyskland     | 23-37 |
| 7.8.  | Island - Kuwait      | 34-32 |
| 7.8.  | Argentina - Egypten  | 20-21 |
| 8.8.  | Tyskland - Island    | 32-23 |
| 8.8.  | Argentina - Qatar    | 33-20 |
| 8.8.  | Egypten - Kuwait     | 32-23 |
| 10.8. | Kuwait - Tyskland    | 26-39 |
| 10.8. | Island - Argentina   | 23-25 |
| 10.8. | Egypten - Qatar      | 29-24 |
| 11.8. | Qatar - Island       | 23-35 |
| 11.8. | Kuwait - Argentina   | 26-25 |
| 11.8. | Tyskland - Egypten   | 29-28 |

| Gruppe    | Kampe | Mål     | Point |
| --------- | ----- | ------- | ----- |
| Tyskland  | 5     | 161-125 | 8     |
| Egypten   | 5     | 135-115 | 8     |
| Argentina | 5     | 128-114 | 6     |
| Island    | 5     | 134-137 | 4     |
| Qatar     | 5     | 124-165 | 2     |
| Kuwait    | 5     | 138-164 | 2     |

#### Gruppe B
| Dato  | Kamp                 | Res.  |
| ----- | -------------------- | ----- |
| 6.8.  | Frankrig - Tunesien  | 32-27 |
| 6.8.  | Spanien - Norge      | 22-25 |
| 6.8.  | Iran - Brasilien     | 27-31 |
| 7.8.  | Tunesien - Spanien   | 28-32 |
| 7.8.  | Brasilien - Frankrig | 33-25 |
| 7.8.  | Norge - Iran         | 30-26 |
| 8.8.  | Frankrig - Norge     | 29-23 |
| 8.8.  | Spanien - Iran       | 35-36 |
| 8.8.  | Tunesien - Brasilien | 28-31 |
| 10.8. | Spanien - Brasilien  | 26-17 |
| 10.8. | Iran - Frankrig      | 26-36 |
| 10.8. | Norge - Tunesien     | 29-27 |
| 11.8. | Brasilien - Norge    | 31-24 |
| 11.8. | Iran - Tunesien      | 38-26 |
| 11.8. | Frankrig - Spanien   | 25-27 |

| Gruppe B  | Kampe | Mål     | Point |
| --------- | ----- | ------- | ----- |
| Brasilien | 5     | 143-130 | 8     |
| Frankrig  | 5     | 147-136 | 6     |
| Spanien   | 5     | 142-131 | 6     |
| Norge     | 5     | 131-135 | 6     |
| Iran      | 5     | 153-158 | 4     |
| Tunesien  | 5     | 136-162 | 0     |

#### Gruppe C
| Dato  | Kamp                 | Res.  |
| ----- | -------------------- | ----- |
| 6.8.  | Sverige - Holland    | 40-31 |
| 6.8.  | Estland - Grønland   | 38-37 |
| 6.8.  | Slovenien - Libyen   | 38-15 |
| 7.8.  | Holland - Estland    | 29-33 |
| 7.8.  | Libyen - Sverige     | 13-33 |
| 7.8.  | Grønland - Slovenien | 31-43 |
| 8.8.  | Sverige - Grønland   | 42-24 |
| 8.8.  | Estland - Slovenien  | 29-31 |
| 8.8.  | Holland - Libyen     | 36-27 |
| 10.8. | Estland - Libyen     | 34-30 |
| 10.8. | Slovenien - Sverige  | 33-29 |
| 10.8. | Grønland - Holland   | 37-39 |
| 11.8. | Libyen - Grønland    | 26-27 |
| 11.8. | Slovenien - Holland  | 37-30 |
| 11.8. | Sverige - Estland    | 37-27 |

| Gruppe C  | Kampe | Mål     | Point |
| --------- | ----- | ------- | ----- |
| Slovenien | 5     | 182-134 | 10.   |
| Sverige   | 5     | 181-128 | 8     |
| Estland   | 5     | 161-164 | 6     |
| Holland   | 5     | 165-174 | 4     |
| Grønland  | 5     | 156-188 | 2     |
| Libyen    | 5     | 111-168 | 0     |

#### Gruppe D
| Dato  | Kamp                    | Res.  |
| ----- | ----------------------- | ----- |
| 6.8.  | Danmark - Algeriet      | 38-29 |
| 6.8.  | Portugal - Marokko      | 36-19 |
| 6.8.  | Tjekkiet - Hviderusland | 38-29 |
| 7.8.  | Algeriet - Portugal     | 27-31 |
| 7.8.  | Hviderusland - Danmark  | 21-38 |
| 7.8.  | Marokko - Tjekkiet      | 22-37 |
| 8.8.  | Danmark - Marokko       | 41-23 |
| 8.8.  | Portugal - Tjekkiet     | 32-31 |
| 8.8.  | Algeriet - Hviderusland | 26-30 |
| 10.8. | Portugal - Hviderusland | 37-24 |
| 10.8. | Tjekkiet - Danmark      | 31-38 |
| 10.8. | Marokko - Algeriet      | 27-27 |
| 11.8. | Hviderusland - Marokko  | 31-22 |
| 11.8. | Tjekkiet - Algeriet     | 29-33 |
| 11.8. | Danmark - Portugal      | 25-22 |

| Gruppe D     | Kampe | Mål     | Point |
| ------------ | ----- | ------- | ----- |
| Danmark      | 5     | 180-126 | 10.   |
| Portugal     | 5     | 158-126 | 8     |
| Tjekkiet     | 5     | 166-154 | 4     |
| Hviderusland | 5     | 135-161 | 4     |
| Algeriet     | 5     | 142-155 | 3     |
| Marokko      | 5     | 113-172 | 1     |

### Hovedrunde

#### Gruppe I
| Dato  | Kamp                  | Res.  |
| ----- | --------------------- | ----- |
| 13.8. | Argentina - Brasilien | 27-25 |
| 13.8. | Tyskland - Frankrig   | 23-22 |
| 13.8. | Egypten - Spanien     | 23-21 |
| 14.8. | Spanien - Tyskland    | 28-31 |
| 14.8. | Frankrig - Argentina  | 24-30 |
| 14.8. | Brasilien - Egypten   | 21-24 |
| 15.8. | Argentina - Spanien   | 22-22 |
| 15.8. | Tyskland - Brasilien  | 31-29 |
| 15.8. | Egypten - Frankrig    | 28-22 |

| Gruppe I  | Kampe | Mål     | Point |
| --------- | ----- | ------- | ----- |
| Tyskland  | 5     | 138-132 | 8     |
| Egypten   | 5     | 124-113 | 8     |
| Argentina | 5     | 124-114 | 7     |
| Spanien   | 5     | 124-118 | 5     |
| Brasilien | 5     | 125-133 | 2     |
| Frankrig  | 5     | 118-141 | 0     |

#### Gruppe II
| Dato  | Kamp                 | Res.  |
| ----- | -------------------- | ----- |
| 13.8. | Sverige - Tjekkiet   | 44-29 |
| 13.8. | Estland - Danmark    | 21-35 |
| 13.8. | Slovenien - Portugal | 29-27 |
| 14.8. | Danmark - Sverige    | 30-25 |
| 14.8. | Tjekkiet - Slovenien | 34-37 |
| 14.8. | Portugal - Estland   | 34-32 |
| 15.8. | Estland - Tjekkiet   | 30-38 |
| 15.8. | Sverige - Portugal   | 30-23 |
| 15.8. | Slovenien - Danmark  | 25-30 |

| Gruppe II | Kampe | Mål     | Point |
| --------- | ----- | ------- | ----- |
| Danmark   | 5     | 158-126 | 10.   |
| Slovenien | 5     | 155-149 | 8     |
| Sverige   | 5     | 165-142 | 6     |
| Portugal  | 5     | 138-147 | 4     |
| Tjekkiet  | 5     | 163-181 | 2     |
| Estland   | 5     | 139-175 | 0     |

### Placeringskampe
Placeringskampene om 13. – 24.-pladsen blev alle spillet i Suez, mens placeringskampene om 5. – 12.-pladsen fandt sted i Kairo.
Placeringskampene om 21. – 24.-pladsen havde deltagelse af de fire hold, der endte på sjettepladserne i grupperne i den indledende runde. Holdene mødtes først i to semifinaler, hvorfra vinderne gik videre til kampen om 21.-pladsen, mens taberne måtte tage til takke med at spille om 23.-pladsen.
| Dato                | Kamp               | Res.        |
| Semifinaler         | Semifinaler        | Semifinaler |
| ------------------- | ------------------ | ----------- |
| 13.8.               | Kuwait - Tunesien  | 24-39       |
| 13.8.               | Libyen - Marokko   | 17-23       |
| Kamp om 23.-pladsen |                    |             |
| 14.8.               | Kuwait - Libyen    | 39-28       |
| Kamp om 21.-pladsen |                    |             |
| 14.8.               | Tunesien - Marokko | 28-23       |

| Samlet rangering | Samlet rangering |
| ---------------- | ---------------- |
| 21.              | Tunesien         |
| 22.              | Marokko          |
| 23.              | Kuwait           |
| 24.              | Libyen           |

Placeringskampene om 17. – 20.-pladsen havde deltagelse af de fire hold, der endte på femtepladserne i grupperne i den indledende runde. Holdene mødtes først i to semifinaler, hvorfra vinderne gik videre til kampen om 17.-pladsen, mens taberne måtte tage til takke med at spille om 19.-pladsen.
| Dato                | Kamp                | Res.        |
| Semifinaler         | Semifinaler         | Semifinaler |
| ------------------- | ------------------- | ----------- |
| 13.8.               | Grønland - Algeriet | 38-33       |
| 13.8.               | Qatar - Iran        | 26-28       |
| Kamp om 19.-pladsen |                     |             |
| 14.8.               | Qatar - Algeriet    | 28-26       |
| Kamp om 17.-pladsen |                     |             |
| 14.8.               | Iran - Grønland     | 44-34       |

| Samlet rangering | Samlet rangering |
| ---------------- | ---------------- |
| 17.              | Iran             |
| 18.              | Grønland         |
| 19.              | Qatar            |
| 20.              | Algeriet         |

Placeringskampene om 13. – 16.-pladsen havde deltagelse af de fire hold, der endte på fjerdepladserne i grupperne i den indledende runde. Holdene mødtes først i to semifinaler, hvorfra vinderne gik videre til kampen om 13.-pladsen, mens taberne måtte tage til takke med at spille om 15.-pladsen.
| Dato                | Kamp                   | Res.        |
| Semifinaler         | Semifinaler            | Semifinaler |
| ------------------- | ---------------------- | ----------- |
| 13.8.               | Island - Norge         | 34-24       |
| 13.8.               | Holland - Hviderusland | 33-30       |
| Kamp om 15.-pladsen |                        |             |
| 14.8.               | Norge - Hviderusland   | 18-30       |
| Kamp om 13.-pladsen |                        |             |
| 14.8.               | Island - Holland       | 39-38       |

| Samlet rangering | Samlet rangering |
| ---------------- | ---------------- |
| 13.              | Island           |
| 14.              | Holland          |
| 15.              | Hviderusland     |
| 16.              | Norge            |

Placeringskampene om 5. – 12.-pladsen havde deltagelse af de otte hold, der ikke gik videre til semifinalerne fra hovedrunden. Holdene, der endte på tredjepladserne i hovedrundens to grupper, mødtes i kampen om 5.-pladsen, mens holderne, der blev nr. 4, mødtes i kampen om 7.-pladsen. De to femmere gik videre til kampen om 9.-pladsen, mens sekserne måtte tage til takke med at spille om 11.-pladsen.
| Dato                                     | Kamp                 | Res.                |
| Kamp om 11.-pladsen                      | Kamp om 11.-pladsen  | Kamp om 11.-pladsen |
| ---------------------------------------- | -------------------- | ------------------- |
| 17.8.                                    | Frankrig - Estland   | 32-29               |
| Kamp om 9.-pladsen                       |                      |                     |
| 17.8.                                    | Brasilien - Tjekkiet | 36-31               |
| Kamp om 7.-pladsen                       |                      |                     |
| 17.8.                                    | Spanien - Portugal   | 24-28               |
| Kamp om 5.-pladsen                       |                      |                     |
| 17.8.                                    | Argentina - Sverige  | •30-32 •            |
| • Efter forlænget spilletid (2 × 5 min.) |                      |                     |

| Samlet rangering | Samlet rangering |
| ---------------- | ---------------- |
| 5.               | Sverige          |
| 6.               | Argentina        |
| 7.               | Portugal         |
| 8.               | Spanien          |
| 9.               | Brasilien        |
| 10.              | Tjekkiet         |
| 11.              | Frankrig         |
| 12.              | Estland          |

### Medaljevindere
| Guld | Sølv | Bronze |
| --- | --- | --- |
| Tyskland | Danmark | Slovenien |
| Dario Quenstedt Fabian Gutbrod Steffen Cossbau Patrick Wiencek Georg Munch Andrej Kogut Jens Schongarth Patrick Schulz Kristian Nippes Daniel Wessig Patrick Grotzki Matthias Baur Maximilian Weiss Kai Hafner Steffen Fath Kevin Schmidt | Niklas Landin Kasper Olsen Rasmus Lauge Schmidt Matias Helt Jepsen Kenneth Dahl Jørgensen Frederik Børm Nikolaj Markussen Casper U. Mortensen Lasse Mikkelsen Jannick Green René Rasmussen Mikkel Dons Schriver Rasmus Jensen Jesper Thomsen Matias Pape Granvig Morten Thrane | Aljoša Čudić Blaž Rojc Uroš Bundalo Miha Pučnik Stas Skube Tadej Sok Uroš Paladin Dean Bombac David Razgor Jure Dolenec Anže Vrbinc Miha Svetelšek Matic Vrecar Klemen Ferlin Matej Flajs Crt Abrahamsberg |

### All star-hold[16]
| Position     | Spiller           |
| ------------ | ----------------- |
| Målmand      | Karim Hendawy     |
| Venstre fløj | David Razgor      |
| Venstre back | Nikolaj Markussen |
| Playmaker    | Andrej Kogut      |
| Højre back   | Federico Vieyra   |
| Højre fløj   | Patrick Grotzki   |
| Stregspiller | Frederik Børm     |

### Topscorere[17]
| Spiller                 | Mål | Skud | Kampe |
| ----------------------- | --- | ---- | ----- |
| Mait Patrail            | 81  | 154  | 9     |
| David Razgor            | 68  | 89   | 10    |
| Jakub Hrstka            | 67  | 86   | 9     |
| Mohammad Algharaballi   | 62  | 132  | 7     |
| Federico Vieyra         | 54  | 113  | 9     |
| Sajad Esteki            | 53  | 103  | 7     |
| Patrick Grotzki         | 52  | 81   | 10    |
| Niclas Ekberg           | 51  | 67   | 8     |
| Niko Mindegia           | 51  | 75   | 9     |
| Bobby Schagen           | 49  | 73   | 7     |
| Angutimmarik Kreutzmann | 49  | 87   | 7     |

### Samlet rangering
| Junior-VM 2009 | Junior-VM 2009 |
| -------------- | -------------- |
| Guld           | Tyskland       |
| Sølv           | Danmark        |
| Bronze         | Slovenien      |
| 4.             | Egypten        |
| 5.             | Sverige        |
| 6.             | Argentina      |
| 7.             | Portugal       |
| 8.             | Spanien        |
| 9.             | Brasilien      |
| 10.            | Tjekkiet       |
| 11.            | Frankrig       |
| 12.            | Estland        |

| Junior-VM 2009 | Junior-VM 2009 |
| -------------- | -------------- |
| 13.            | Island         |
| 14.            | Holland        |
| 15.            | Hviderusland   |
| 16.            | Norge          |
| 17.            | Iran           |
| 18.            | Grønland       |
| 19.            | Qatar          |
| 20.            | Algeriet       |
| 21.            | Tunesien       |
| 22.            | Marokko        |
| 23.            | Kuwait         |
| 24.            | Libyen         |